# بيتر فريس جنسن
بيتر فريس جنسن (بالدنماركية: Peter Friis Jensen)‏ هو لاعب كرة قدم دنماركي، ولد في 2 مايو 1988 في الدنمارك في مملكة الدنمارك. لعب مع نادي راندرس ونادي فيبورج.

## وصلات خارجية
- بيتر فريس جنسن على موقع قاعدة بيانات كرة القدم.إي يو (الإنجليزية)